# Laurent Ceresoli
Laurent Ceresoli, né le 14 mars 1977, est un rameur d'aviron français.

## Carrière
Médaillé d'argent aux Mondiaux juniors de 1995 à Poznań en quatre de couple, il remporte aux Championnats du monde d'aviron 1996 à Glasgow la médaille de bronze en quatre de couple poids légers.